# Acacia pilispina
Acacia pilispina är en ärtväxtart som beskrevs av Rodolfo Emilio Giuseppe Pichi Sermolli. Acacia pilispina ingår i släktet akacior, och familjen ärtväxter. Inga underarter finns listade i Catalogue of Life.